# Sekretarzyk

Sekretarzyk z XIX wieku

Sekretarzyk (z fr. secrétaire, łac. secretum – tajemnica) – rodzaj mebla do pisania, przechowywania korespondencji i podręcznych drobiazgów. Występuje również pod staropolską nazwą: sekretarz, sekreter, sekreterka. Mimo dość charakterystycznego wyglądu mylony jest często z meblami o podobnej funkcji takimi jak biurko, sekretera czy kantorek.
Sekretarzyk jako nowa forma mebla pojawił się w XVIII w. we Francji i rozpowszechnił w całej Europie w różnych odmianach stylowych.
Podstawową formą jest mebel podobny kształtem do niewielkiego stolika (część szkieletowa-stojakowa, oskrzyniowa lub deskowa) z nadstawą, często z szufladą w oskrzynieniu. Nadstawa zamykana płytą uchylną, bębnem lub roletą drewnianą zawiera liczne schowki i szufladki. Czasem przyjmuje formę samej nadstawy w celu łatwiejszego transportu. Wtedy nosi nazwę sekretarzyka podróżnego, pultyny, skryptorium.

## Odmiany (nazwa mebla)
- bonheur-du-jour
- davenport
- secrétaire à dos d'âne
- sekretarzyk z ekranem

## Galeria

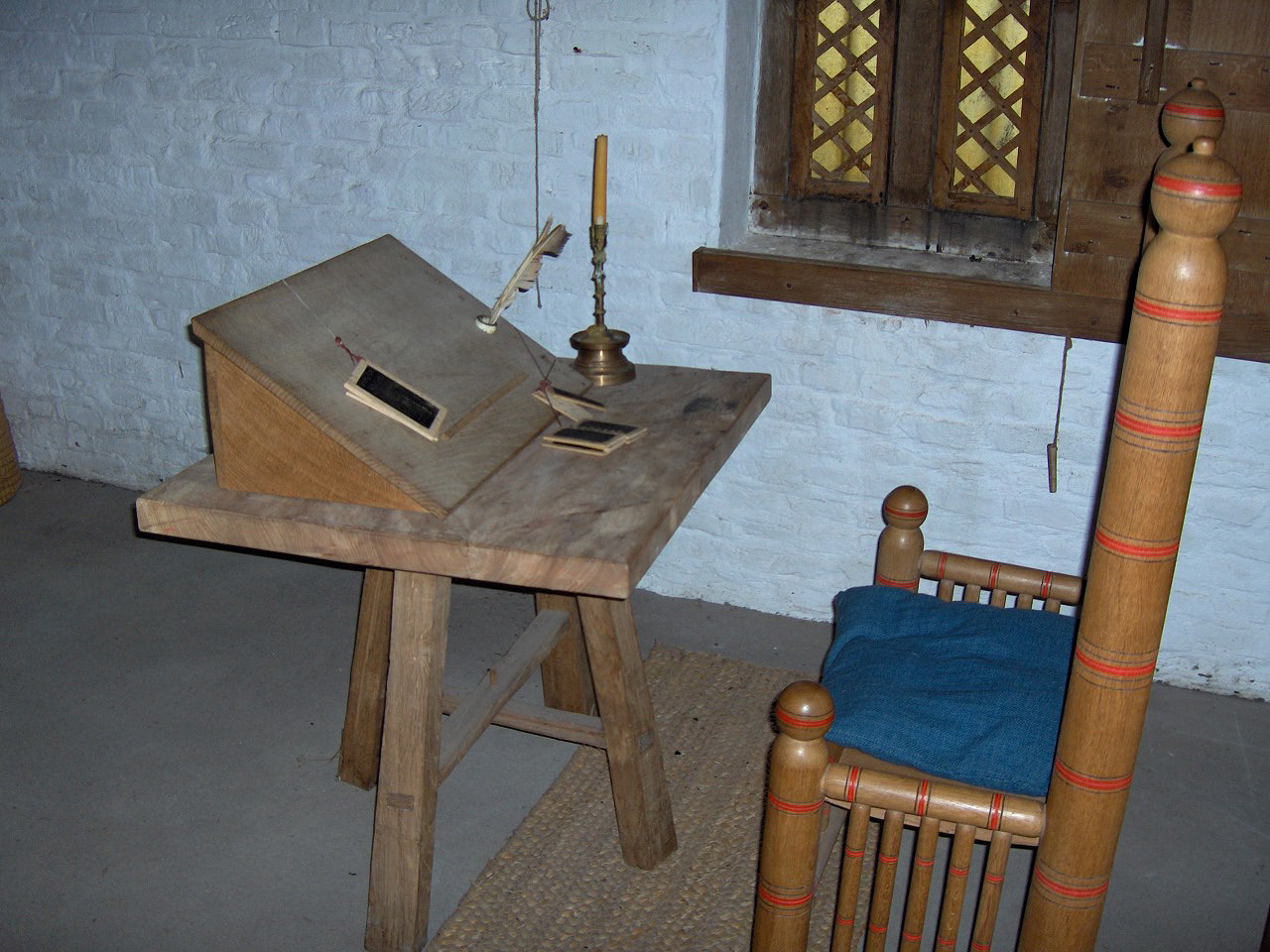
Skryptorium
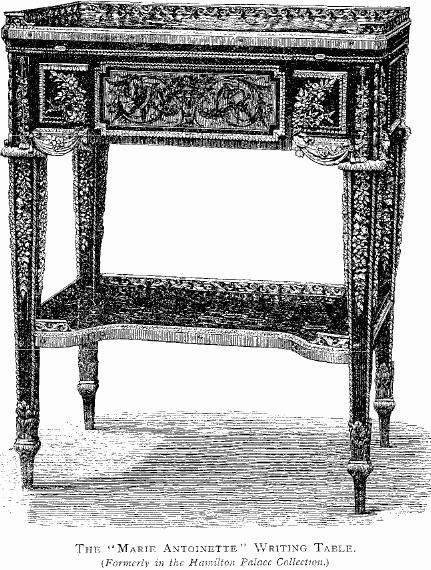
Sekretarzyk Marii Antoniny
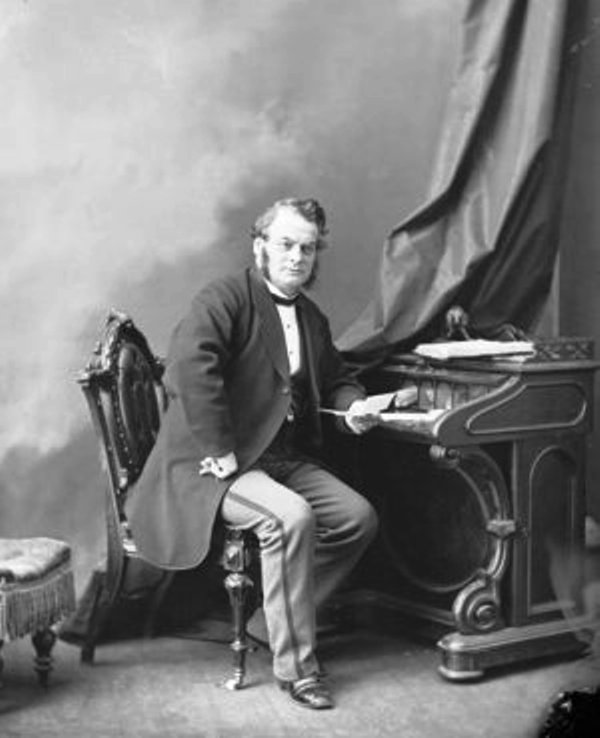
Sekretarzyk XIX w.
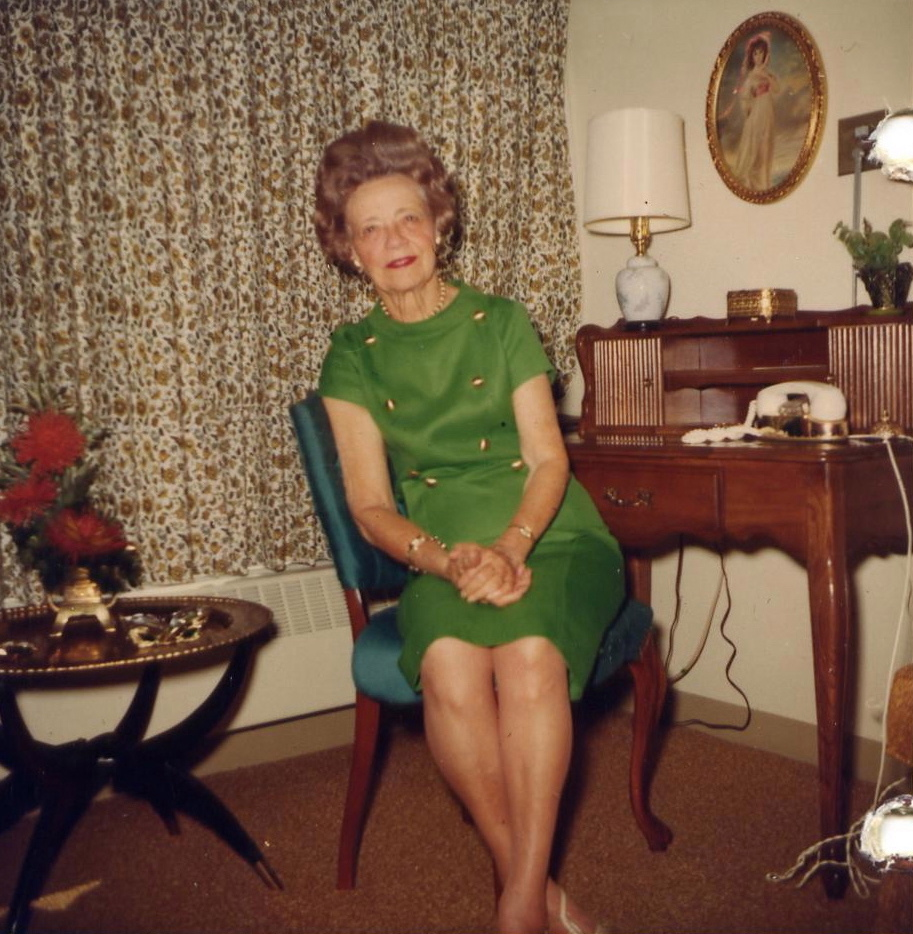
Inna forma sekretarzyka z żaluzjami